# Prime Corporate Center
Prime Corporate Center – wieżowiec biurowy klasy A znajdujący się przy ul. Grzybowskiej 78 na Woli w Warszawie.
Inwestorem biurowca jest spółka Golub GetHouse.  Budynek został zaprojektowany przez pracownię architektoniczną Solomon Cordwell Buenz z Chicago współpracującą lokalnie z Epstein. Budynek posiada m.in. przeszkloną elewację, taras z panoramicznym widokiem na miasto i parking dla rowerów. 

## Budowa
Budowa biurowca rozpoczęła się w kwietniu 2014. W czerwcu 2014 zakończono wykonanie ścian szczelinowych, a we wrześniu wykonano wykop, który został zabetonowany w październiku tego samego roku. Konstrukcja biurowca osiągnęła poziom kondygnacji zerowej w grudniu 2014. Stan surowy podium biurowca uzyskano w marcu 2015. W czerwcu 2015 zakończono montaż elewacji podium.
Konstrukcja budynku rosła w tempie jednej kondygnacji nadziemnej w ciągu 4–5 dni roboczych. W szczytowym momencie, na obsługiwanym przez 2 żurawie placu budowy pracowało 200 osób. W lipcu 2015 ukończono konstrukcję żelbetową, a na szczycie zawieszona została wiecha. W ceremonii zawieszenia wiechy uczestniczyli m.in. zastępca prezydenta m.st. Warszawy Jacek Wojciechowicz, przedstawiciele firm Golub GetHouse i Warbud, a także Raiffeisen Polbank.
17 lipca 2015 na dach budynku trafił 20-tonowy agregat prądotwórczy o mocy dwa i pół megawata.
W połowie października 2015 zakończono montaż szklanej elewacji na fasadzie. Tafle szkła wyprodukowano w hucie szkła Guardian w Częstochowie.
Budynek został oficjalnie oddany do użytku na początku marca 2016, tym samym generalny wykonawca ukończył budowę po niespełna 2 latach od wbicia pierwszej łopaty. Inwestycja powstała zgodnie z wymogami certyfikacji ekologicznej BREEAM na poziomie „bardzo dobry”.

## Podstawowe informacje
- 1261 m² – powierzchnia typowego piętra podium
- 841 m² – powierzchnia typowego piętra wieży
- 193 - liczba miejsc parkingowych
- 9 – liczba szybkobieżnych wind
- 5 – liczba kondygnacji podziemnych

## Galeria

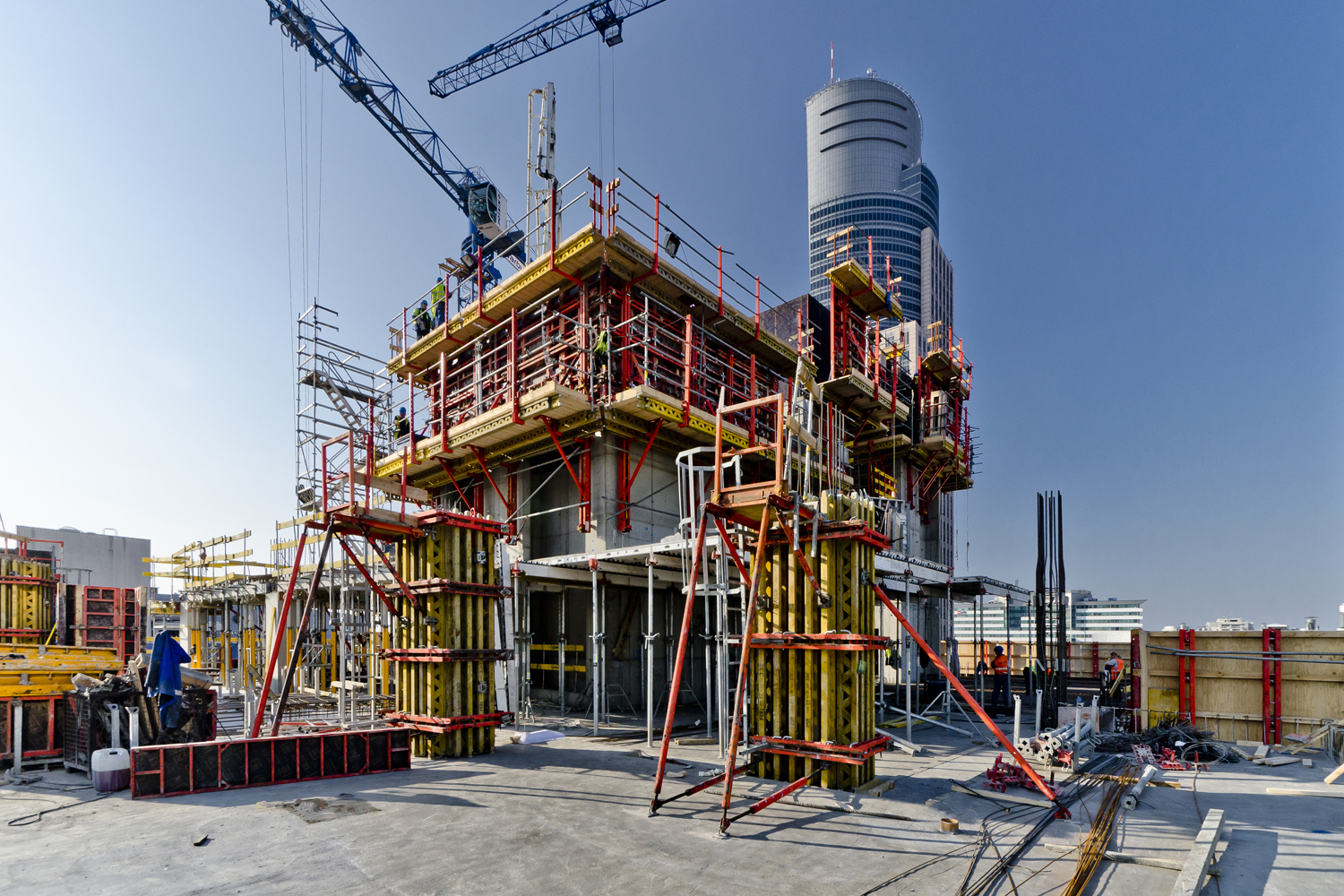
Konstrukcja trzonu wieży stan z 10 marca 2015
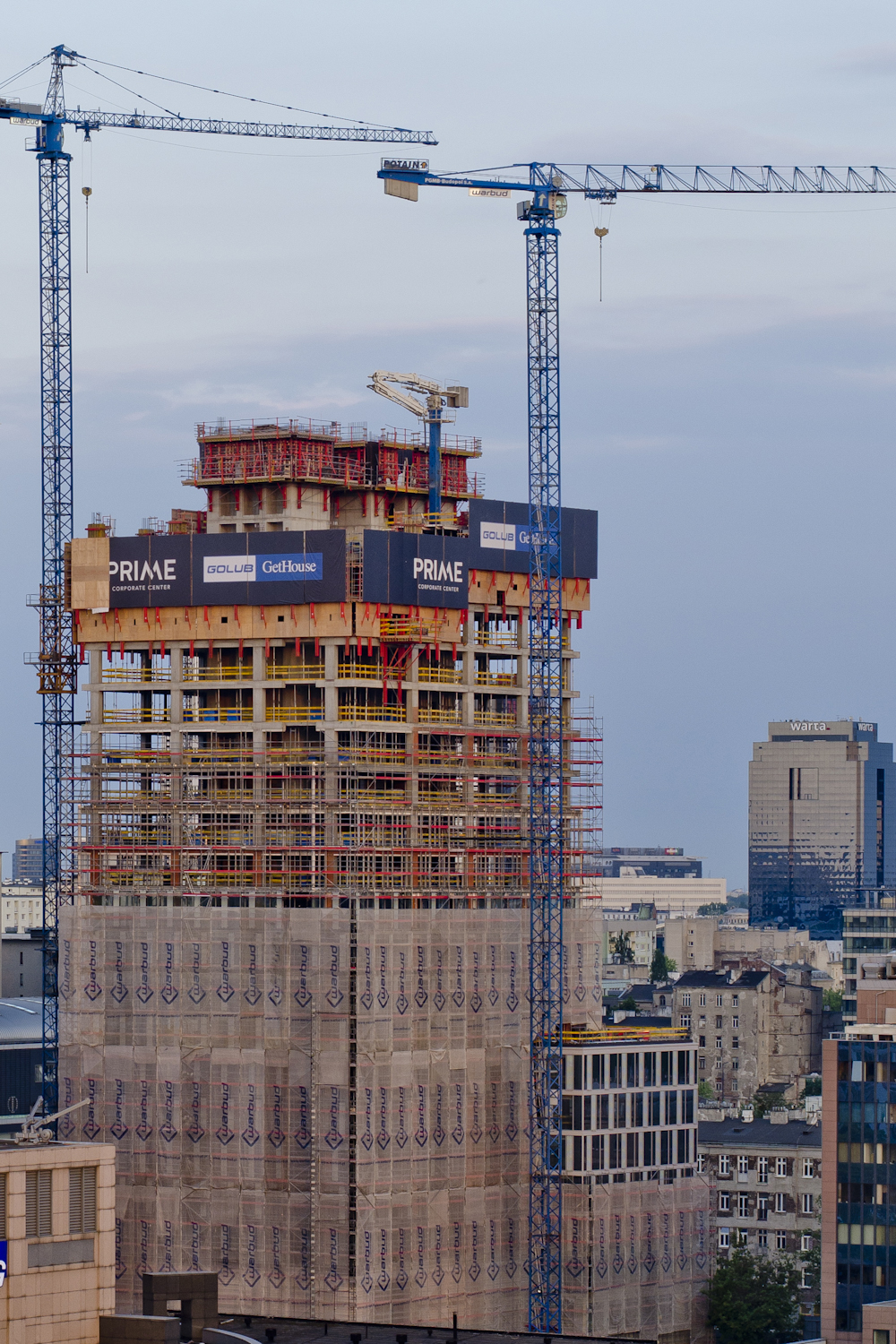
Budowa stan z 24 maja 2015
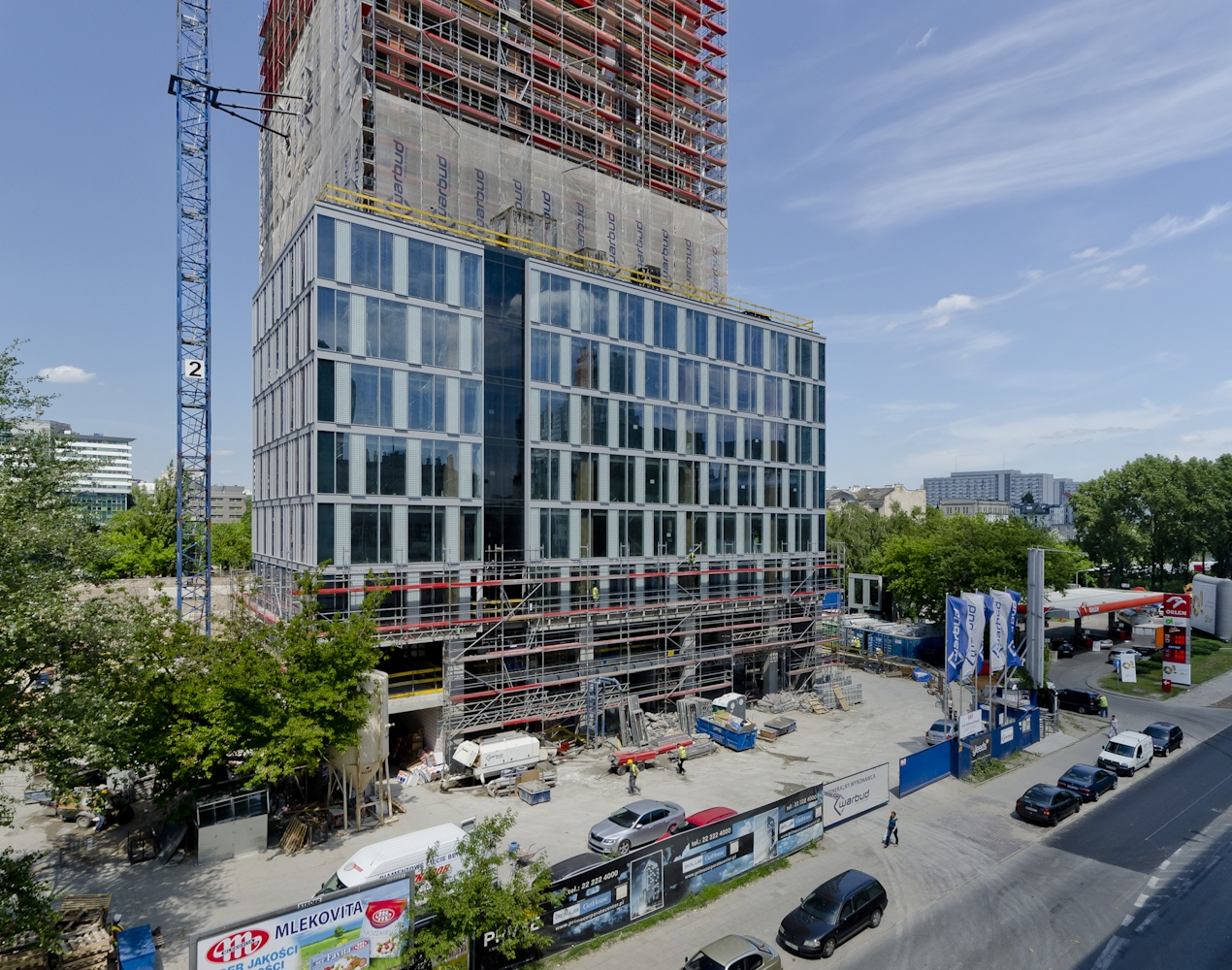
Elewacja podium stan z 6 czerwca 2015
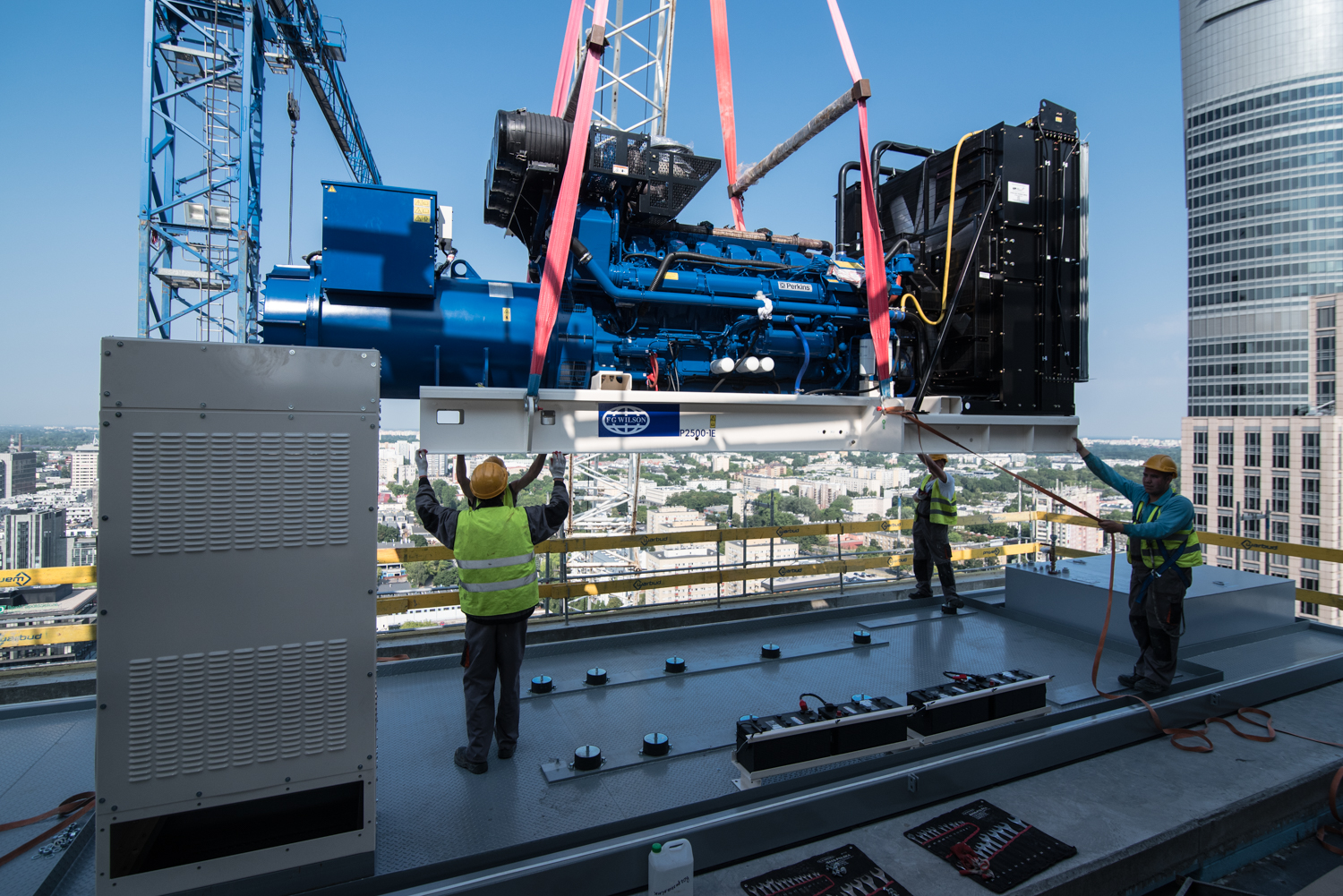
Montaż 20-tonowego agregatu prądotwórczego na dachu w dniu 17 lipca 2015
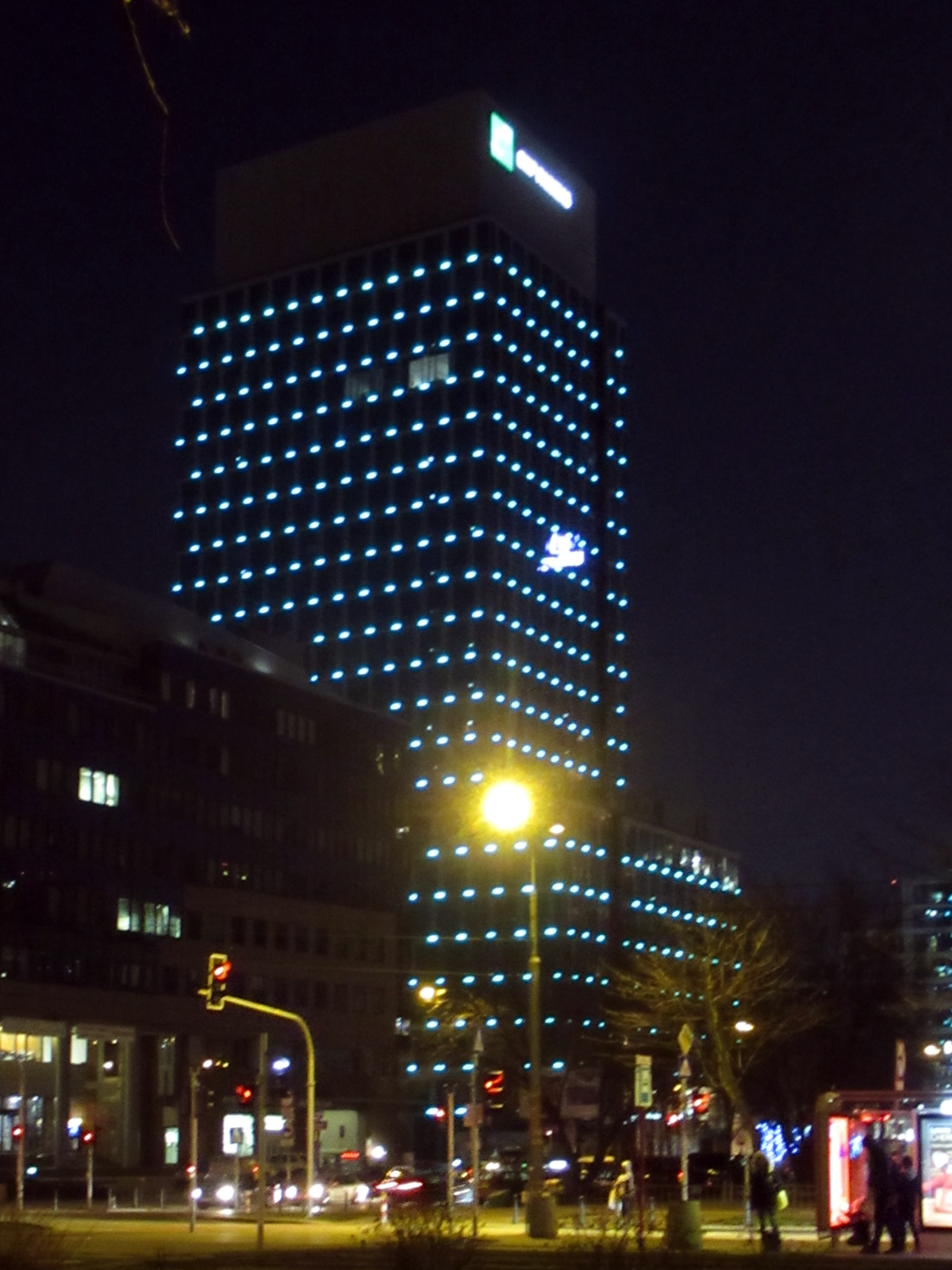
Budynek nocą

## Najemcy
Umowa najmu 19 500 m² zawarta w lipcu 2014 przez Golub GetHouse oraz Raiffeisen Polbank była największą transakcją wynajmu nowej powierzchni biurowej zrealizowaną w Polsce w 2014. Golub GetHouse wraz z agencją doradczą Savills zostali nagrodzeni w kategorii "Office Lease of the Year" ("Największa transakcja najmu na rynku biurowym") w prestiżowym konkursie CIJ Awards 2014 organizowanym przez miesięcznik branży nieruchomości Construction & Investment Journal. 
Obecnie większość powierzchni zajmuje BNP Paribas Bank Polska, w tym także całą powierzchnię handlowo-usługową na parterze. Jest to jeden z budynków centrali banku.